# Joaquim Paüls i Bosch
Paüls  Bosch est un nom espagnol. Le premier nom de famille, en général paternel, est Paüls ; le second, en général maternel, souvent omis, est Bosch.
Joaquim Paüls Bosch, plus connu comme Quim Paüls, né le 11 mars 1961 à Terrassa (Catalogne), est un joueur et entraîneur de rink hockey. Il est l'actuel sélectionneur de l'équipe nationale d'Espagne.

## Carrière sportive
Considéré comme un des meilleurs joueurs du monde de rink hockey dans les années 1980, Quim Paüls a effectué toute sa carrière de joueur au FC Barcelone. Pendant ses treize saisons comme joueur de l'équipe première, dont il a été capitaine, il a conquis les meilleurs trophées internationaux et nationaux : six Coupes de l'Europe, un mondial de clubs, cinq ligues espagnoles. Il a aussi été titulaire incontesté de la sélection espagnole, avec laquelle il a disputé un total de 87 matchs, et conquis un mondial et trois championnats de l'Europe.
Comme entraîneur sa carrière s'est également déroulée au FC Barcelone, bien que n'a pas été jusqu'à l'été de 2005 lorsque se a fait charge de la première équipe, comme entraîneur principal, et après y avoir passé trois saisons en entraînant au CP Réel Alcobendas.
Il est le sélectionneur espagnol en remplacement de Carlos Feriche.

## Clubs comme joueur
- SFERIC Tarrasa: 1977-1979
- FC Barcelone: 1979-1992

## Palmarès comme joueur
- Avec le FC Barcelone:
- 6 Coupes de l'Europe: 1980, 1981, 1982, 1983, 1984 et 1985.
- 5 Ligues.
  - 4 Coupes du Roi.
  - 1 Recopa d'Europe.
  - 1 Mondial de Clubs.
  - 1 Coupe des Nations.
- Avec la sélection espagnole:
  - International lors de 87 rencontres.
  - 1 Championnat du Mond
  - 3 Championnats d'Europe